# Римська історія (Діон Кассій)
«Ри́мська істо́рія» (грец. Ῥωμαϊκὴ ἱστορία, Rōmaïkḕ historía; лат. Historia Romana) — історичний твір римського історика Діона Кассія, що був написаний грецькою, орієнтовно між 223 і 234 роками, і складався з 80 книг. Охоплює приблизно 14 століть історії Стародавнього Риму, від прибуття легендарного Енея в Італію до часів Олександра Севера. Праця створена на основі великого масиву античних джерел, які автор підбирав 10 років. Стиль твору наслідує Фукідіда. В основі структури — поділ на декади. До І ст. н. е. подається лише короткий опис подій. Частина твору втрачена. Повністю збереглися книги XXXVI—LIV (69 — 10 до н. е.); книги І-XXXV (від заснування Риму до 69 до н. е.) дійшли до нас у фрагментах і скороченому викладі Зонари; книги LV-LX (9 до н. е. — 46) містять прогалини. Від останніх 20 книг збереглися значні фрагменти. Зміст деяких останніх книг переказав візантійський письменник Ксіфілін. Одне з трьох письмових римських джерел, які документують британське повстання Боудіки.

## Публікації
- Dio’s Roman History: in 9 v. London: W. Heinemann; New York: MacMillan, 1914. (Loeb classical library) № 32, 37, 53, 66, 82, 83, 175, 176, 177 (грецький оригінал, англійський переклад)
  - Vol. I. Books I—XI
  - Vol. II. Books XII—XXXV
  - Vol. III. Books XXXVI—XL
  - Vol. IV. Books XLI—XLV
  - Vol. V. Books XLVI—L
  - Vol. VI. Books LI—LV
  - Vol. VII. Books LVI—LX
  - Vol. VIII. Books LXI—LXX
  - Vol. IX. Books LXXI—LXXX
- Histoire romaine. 4v. (Collection Budé). книги 41—42, 45—46, 48—51 (грецький оригінал, французький переклад)

## Переклади

### Англійські
- Cassius Dio. Roman History trans. by Earnest Cary. Harvard University Press, 1914—1927.

### Італійські
- Storia romana,  9 voll., Milano, BUR, 1995-2018. Vol. I: Libri 36-38, 1995; Vol. II: Libri 39-43, 1995; Vol. III: Libri 44-47, 1996; Vol. IV: Libri 48-51, 1996; Vol. V: Libri 52-56, 1998; Vol. VI: Libri 57-63, 1998; Vol. VII: Libri 64-67, 2000; Vol. VIII: Libri 68-73; Vol. IX: Libri 74-80, 2018.

### Російські
- Дион Кассий о германцах [Архівовано 24 липня 2019 у Wayback Machine.]. // Древние германцы: Сборник документов. — М., 1937. — С.146-168.
- Отрывки о Скифии и Кавказе. // Вестник древней истории. — 1948. — № 2. — С.268-277.
- Из «Римской истории». / Пер. А. Каждана. // Поздняя греческая проза. — М., 1961. — С. 473—482.
- Ряд небольших отрывков: Хрестоматия по истории Древнего Рима. — М., 1962.
- Из книги LI (Антоний и Клеопатра). / Пер. М. Е. Грабарь-Пассек. // Памятники поздней античной научно-художественной литературы. — М.: Наука, 1964. — С.126-133.
- Книга XXXVI [Архівовано 18 червня 2012 у Wayback Machine.]. / Пер. с англ. С. Э. Таривердиевой и О. В. Любимовой.
- Книга XXXVII [Архівовано 13 серпня 2019 у Wayback Machine.]. / Пер. с англ. С. Э. Таривердиевой и О. В. Любимовой.
- Книга XLVIII [Архівовано 18 червня 2012 у Wayback Machine.]. / Перевод с английского В. В. Рязанова
- Из книги LIII. / Пер. Н. Н. Трухиной [Архівовано 24 жовтня 2018 у Wayback Machine.] // Хрестоматия по истории Древнего Рима. — М., 1987.
- Книги LVII и LVIII в пер. В. М. Строгецкого. // Методические указания к семинарам по истории Древнего Рима. — Горький, 1983, 1984, 1985, 1987.
- Отрывки. // Федорова И. В. Императорский Рим в лицах. — Смоленск, 1995.
- Книга LIX, 1-30. // Из истории античного общества. — 1999. — № 6.
- Книга LX, 1-35. // Из истории античного общества. — 2001. — № 7.
- Эпитома LXI книги. // Из истории античного общества. — 2003. — № 8.
- Книга XLIII, главы 28-42. // Циркин Ю. Б. Античные и раннесредневековые источники по истории Испании. — СПб.: Издательство СПбГУ, 2006. — С. 36-42.
- Отрывки об Индии. // Древний Восток в античной и раннехристианской традиции. Индия, Китай, Юго-Восточная Азия. / Пер. Г. А. Тароняна. — М.: Ладомир, 2007. — С. 257—258.
- Дион Кассий Коккейан. Римская история. Книга LII. / Пер. К. В. Маркова и А. В. Махлаюка. // Вестник древней истории. — 2008. — № 2-3.
- Эпитома LXII книги. / Пер. В. В. Антонова, К. В. Маркова и др.; комм. и ред. А. В. Махлаюка. // Antiquitas Aeterna. Война, армия и военное дело в античном мире. — Саратов: Изд-во Сарат. ун-та, 2007.
- Кассий Дион Коккейан. Римская история / Пер. А.В. Махлаюка, К. В. Маркова, Н. Ю. Сивкиной, С. К. Сизова, В. М. Строгецкого. — СПб.: СПбГУ, Нестор-История, 2011. (Fontes scripti antiqui) 
  - Книги LXIV—LXXX ISBN 978-5-8465-1101-9; ISBN 978-5-98187-733-9
  - Книги LI—LXIII ISBN 978-5-44690-378-1